# Bukov Vrh nad Visokim
Bukov Vrh nad Visokim je naselje u slovenskoj Općini Škofji Loki. Bukov Vrh nad Visokim se nalazi u pokrajini Gorenjskoj i statističkoj regiji Gorenjskoj. 

## Stanovništvo
Prema popisu stanovništva iz 2002. godine naselje je imalo 42 stanovnika.